# Регионални стадион у Велингтону
Регионални стадион у Велингтону је стадион у Велингтону, граду на северном острву Новог Зеланда и дом је Херикејнса, екипe која игра у најјачем клупском рагби такмичењу на свету. Поред Херикејнса, на овом стадиону мечеве као домаћини играју и Велингтон лајонси који играју у ИТМ купу, а поједине тест мечеве и рагби репрезентација Новог Зеланда. Регионални стадион у Велингтону био је један од стадиона на коме су се играле утакмице светског првенства у рагбију 2011., и утакмице светског првенства у крикету 2015. Овај стадион користи и рагби 13 репрезентација Новог Зеланда. Регионални стадион у Велингтону је један од стадиона на коме се игра светска серија у рагбију 7. 